# Quercus urbanii
Quercus urbanii är en bokväxtart som beskrevs av William Trelease. Quercus urbanii ingår i släktet ekar, och familjen bokväxter. Inga underarter finns listade i Catalogue of Life.